# Vacances a Roma
 Vacances a Roma  (original: Roman Holiday) és una pel·lícula de 1953 dirigida per William Wyler amb Audrey Hepburn, que va ser premiada amb l'Oscar a la millor actriu, Gregory Peck i Eddie Albert. Ha estat doblada al català

## Argument
Anne (Audrey Hepburn) és una jove princesa que es troba fent una gira per les capitals europees, sotmesa a un protocol immutable. Arribada a Roma, decideix fugir i deixar el palau. El seu metge li havia administrat un sedant i s'adorm sobre un banc del Colosseu, atraient l'atenció d'un jove periodista, Joe Bradley (Gregory Peck). Aquest la instal·la a casa seva i descobreix, al matí, que la noia no és altra que la Princesa Anne que havia d'entrevistar aquell mateix dia. Al Palau, embogits, fan veure que Anne està malalta mentre n'organitzen activament la recerca. Bradley decideix aprofitar la situació i prova d'entrevistar Anne i truca al seu amic fotògraf Irving Radovich, amagant-li a la princesa la seva condició de periodista.
Anne, encantada de tenir una jornada de llibertat es diverteix i visita la capital. Al vespre, pren la decisió de tornar al Palau malgrat el seu amor per Bradley, amor compartit. L'endemà, entrevistada per una multitud de periodistes, Anne reconeix Bradley i Radovich entre ells. El fotògraf li torna les fotos que li havia fet i el periodista es nega a publicar el reportatge al diari on treballa. Als periodistes que li pregunten quina ciutat prefereix entre totes aquelles que ha visitat en el transcurs de la seva gira, Anne respon que Roma és la seva ciutat preferida, rompent així amb el protocol que volia que no expressés cap preferència.

## Repartiment
- Gregory Peck: Joe Bradley
- Audrey Hepburn: la princesa Anne
- Eddie Albert: Irving Radovich
- Hartley Power: Hennessy
- Harcourt Williams: l'ambaixador
- Margaret Rawlings: la comtessa Vereberg
- Tullio Carminati: el general Provno
- Paolo Carlini: el barber
- Claudio Ermelli: l'amo
- Heinz Hindrich: el doctor Bonnachoven
- Alfredo Rizzo: el taxista

## Premis i nominacions

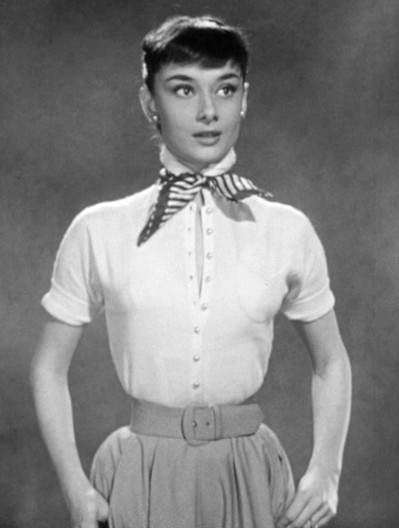
Audrey Hepburn, en un fotograma del tràiler

### Premis[3]
- 1954. Oscar a la millor actriu per Audrey Hepburn
- 1954. Oscar al millor guió adaptat per Dalton Trumbo
- 1954. Oscar al millor vestuari per Edith Head
- 1954. BAFTA a la millor actriu britànica per Audrey Hepburn

### Nominacions[3]
- 1954. Oscar a la millor pel·lícula
- 1954. Oscar al millor director per William Wyler
- 1954. Oscar al millor actor secundari per Eddie Albert
- 1954. Oscar al millor guió original per Ian McLellan Hunter i John Dighton
- 1954. Oscar a la millor direcció artística per Hal Pereira i Walter H. Tyler
- 1954. Oscar a la millor fotografia per Franz Planer i Henri Alekan
- 1954. Oscar al millor muntatge per Robert Swink
- 1954. Globus d'Or a la millor actriu dramàtica per Audrey Hepburn
- 1954. BAFTA a la millor pel·lícula
- 1954. BAFTA al millor actor estranger per Eddie Albert
- 1954. BAFTA al millor actor estranger per Gregory Peck

## Galeria

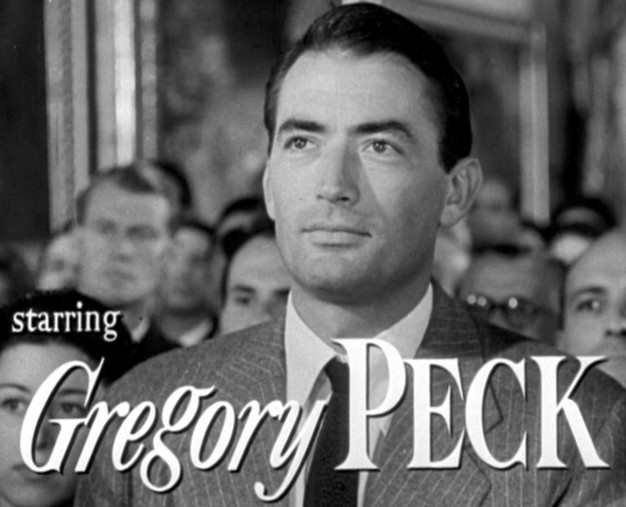
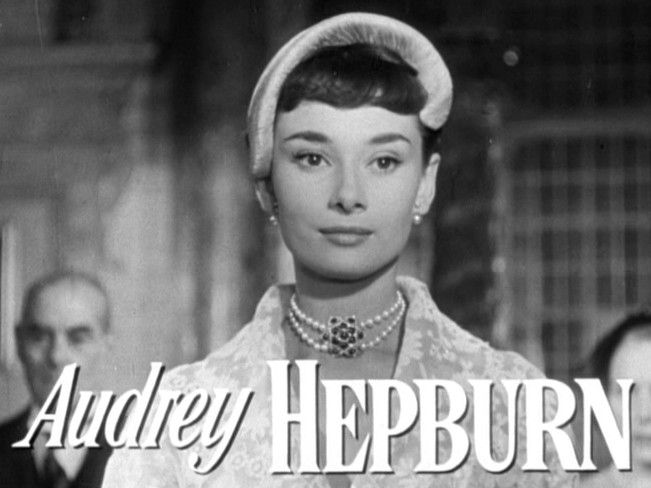
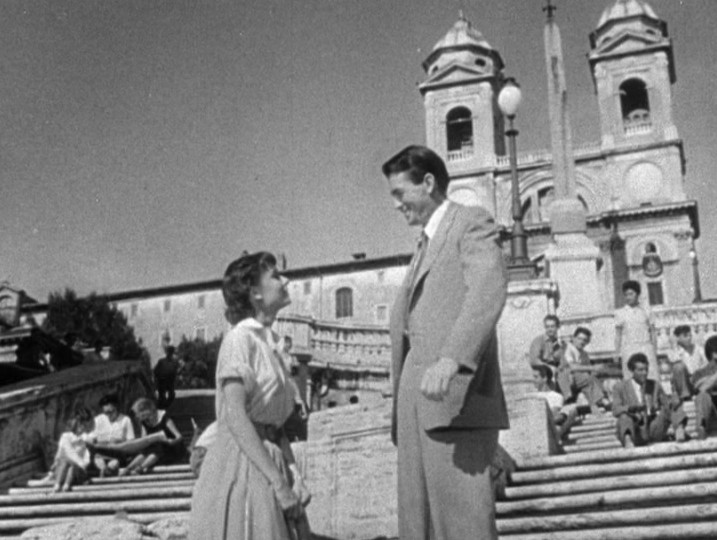
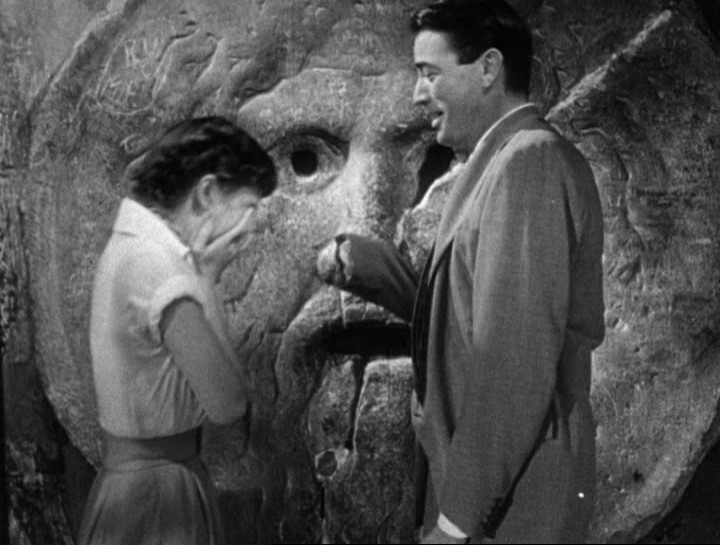
escena davant la Boca de la veritat
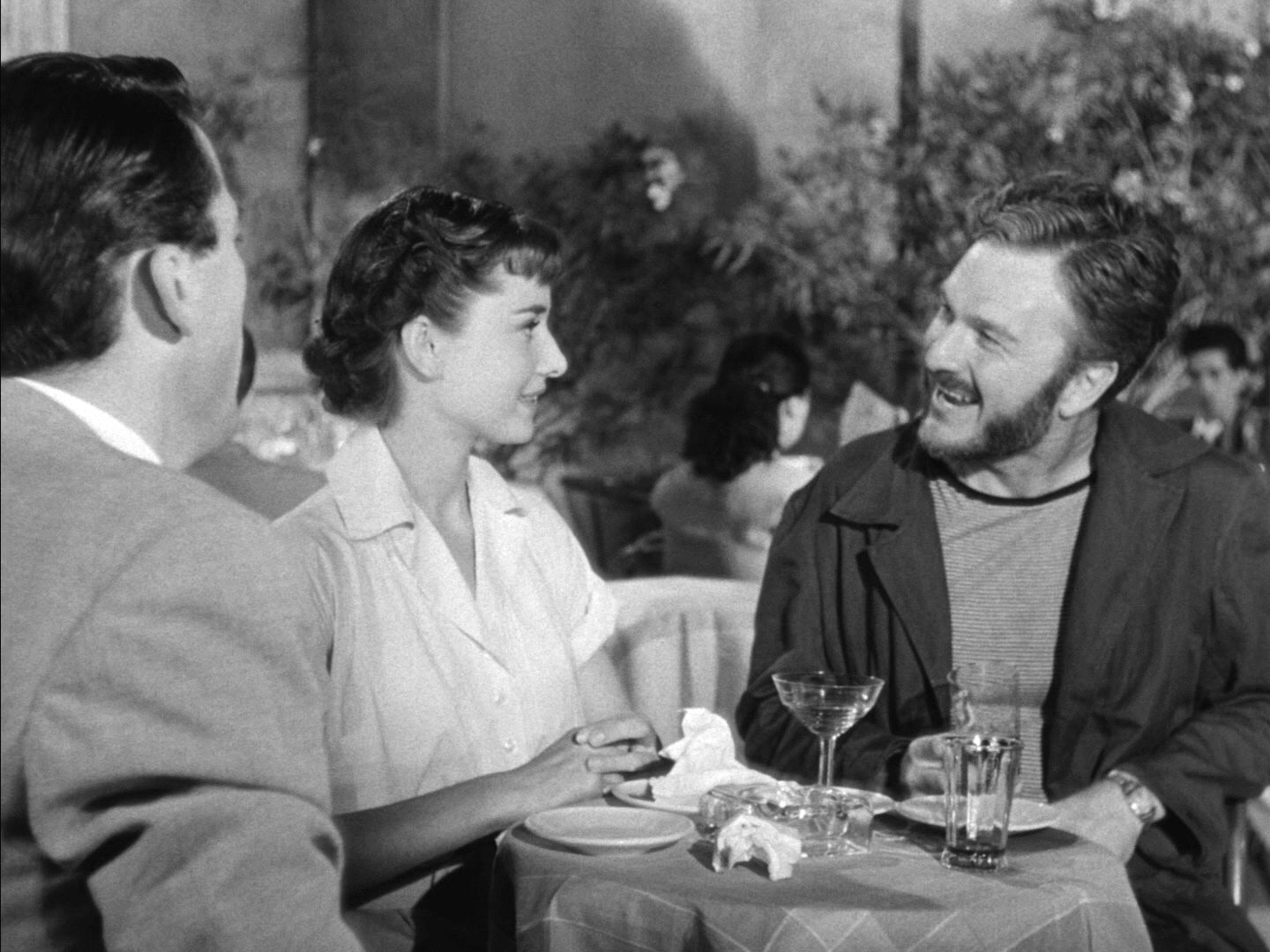
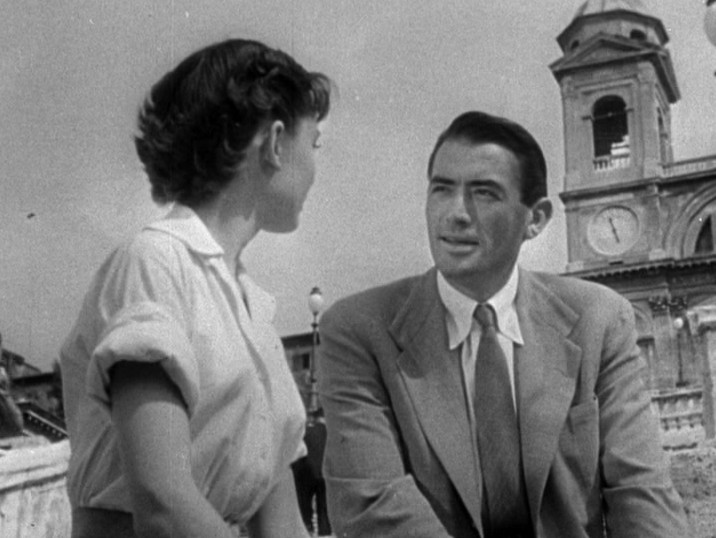